# Costello
Costello ist ein irischer Familienname.

## Namensträger
- Angelica Costello (* 1978), US-amerikanische Pornodarstellerin
- Billy Costello (1956–2011), US-amerikanischer Boxer
- Casey Costello (* 1966), neuseeländische Politikerin (New Zealand First)
- Caroline Costello, irische Juristin
- Chad Costello (* 1986), US-amerikanischer Eishockeyspieler
- Conte Costello, Pseudonym von Kurt Reis (* 1928), deutscher Schriftsteller
- Declan Costello (1926–2011), irischer Jurist und Politiker
- Dianna Costello, US-amerikanische Filmschaffende
- Diosa Costello († 2013), US-amerikanische Schauspielerin
- Dolores Costello (1903–1979), US-amerikanische Schauspielerin
- Don Costello (1901–1945), US-amerikanischer Schauspieler
- Eileen Costello (1870–1962), irische Politikerin, Schriftstellerin, Lehrerin und Volkskundlerin
- Elvis Costello (* 1954), britischer Musiker
- Emer Costello (* 1962), irische Politikerin
- Frank Costello (1891–1973), italienischer Mafioso
- Giovanni Costello (* 1966), italienischer Künstler
- Helene Costello (1906–1957), US-amerikanische Schauspielerin
- Jerry Costello (* 1949), US-amerikanischer Politiker
- Joe Costello (* 1945), irischer Politiker
- John Costello (Seemann) (1850–??), US-amerikanischer Seemann
- John Costello (Schauspieler, 1878) (1878–1946), US-amerikanischer Schauspieler
- John Costello (Schauspieler, II), Schauspieler
- John Costello (Musiker), US-amerikanischer Musiker
- John Costello (Historiker) (1943–1995), britischer Militärhistoriker
- John Costello (Fotograf), US-amerikanischer Fotograf
- John Costello (Baseballspieler) (* 1960), US-amerikanischer Baseballspieler
- John A. Costello (1891–1976), irischer Politiker
- John M. Costello (1903–1976), US-amerikanischer Politiker
- Ken Costello († 2015), britischer Automobilrennfahrer und Motoringenieur
- Kevin Costello (* 1977), irischer Mathematiker
- Les Costello (Leslie John Thomas Costello; 1928–2002), kanadischer Eishockeyspieler und Geistlicher
- Lou Costello (1906–1959), US-amerikanischer Schauspieler
- Mariclare Costello (* 1936), US-amerikanische Schauspielerin und Hochschullehrerin
- Matt Costello (Basketballspieler) (Matthew Tyler Costello; * 1993), US-amerikanisch-ivorischer Basketballspieler
- Matt Costello (Schauspieler) (Matthew Costello; * um 1959), britischer Schauspieler
- Matthew J. Costello (* 1948), US-amerikanischer Autor
- Maurice Costello (1877–1950), US-amerikanischer Schauspieler und Filmregisseur
- Murray Costello (* 1934), kanadischer Eishockeyspieler und -funktionär
- Normando A. Costello (1905–1985), US-amerikanischer Generalmajor
- Patrick Costello (Politiker, 1824) (1824–1896), australischer Politiker
- Patrick Costello (Ruderer) (1929–2014), US-amerikanischer Ruderer
- Patrick Costello (Politiker, 1980) (* 1980), irischer Politiker
- Paul Costello (1894–1986), US-amerikanischer Ruderer
- Peter E. Costello (1853–1935), US-amerikanischer Politiker
- Peter Howard Costello  (* 1957), australischer Politiker und Rechtsanwalt
- Rich Costello (* 1963), US-amerikanischer Eishockeyspieler
- Robert Costello (* 1965), US-amerikanischer Reitsportler
- Ryan Costello (* 1976), US-amerikanischer Politiker
- Sean Costello (1979–2008), US-amerikanischer Sänger
- Stephen Costello (* 1981), US-amerikanischer Sänger
- Thomas Joseph Costello (1929–2019), US-amerikanischer Geistlicher
- Victor Costello (* 1970), irischer Leichtathlet und Rugby-Union-Spieler
- Vince Costello (1932–2019), US-amerikanischer American-Football-Spieler
- Ward Costello (1919–2009), US-amerikanischer Schauspieler
- William Costello, australischer Diplomat